# VfB Ginsheim
Der VfB Ginsheim ist ein Fußballverein im Kreis Groß-Gerau, der im Jahr 1916 gegründet wurde. Der Verein ist in der Stadt Ginsheim-Gustavsburg beheimatet.

## Fußball

### Geschichte
Seine Ursprünge hat der VfB Ginsheim im Jahr 1916, als der Fußballverein „Alemannia 1916“ gegründet wurde. Am 13. Januar 1924 wurde nach verschiedenen, zwischenzeitlichen Umbenennungen daraus der „Sportverein 1924“. Erst im Jahre 1924 trat der Verein in den Fußballverband ein und beteiligte sich am organisierten Punktspielbetrieb. Die geografische und landespolitische Lage Ginsheims brachte es mit sich, dass der Sportverein 1924 mal im Bezirk Mainz, mal im Bezirk Wiesbaden und mal im Bezirk Mainspitze zu spielen hatte. Erst die politische Neuordnung nach dem Zweiten Weltkrieg schaffte hier klare Verhältnisse. Seit Februar 1946 trägt der Verein den Namen „Verein für Ballspiele“, als nach dem Zweiten Weltkrieg ein neuer Name gefunden werden musste, da die Siegermächte zwecks Vergangenheitsbewältigung per Kontrollratsbeschluss die Wiederverwendung alter Vereinsnamen untersagt hatten.
Der Verein wurde ursprünglich als Fußballverein gegründet, dennoch gab es immer wieder Bestrebungen, das Sportangebot auch auf andere Sportarten auszuweiten. 1924 wurde eine Handballabteilung gegründet, 1928 kamen Leichtathleten hinzu. Auch nach dem Zweiten Weltkrieg spielten vier Mannschaften Feldhandball und 1950 probierte es der VfB dann mit einer Tischtennisabteilung. Größere Bedeutung gewann jedoch keine der genannten Abteilungen. Nach jeweils wenigen Jahren stellten diese den Spielbetrieb wieder ein. Heute wird wieder ausschließlich Fußball gespielt. Im Jugendbereich des Vereins gingen im Sommer 2016 siebzehn Mannschaften an den Start. Zwischen 1971 und 1991 spielte der aus der Ginsheimer Fußballjugend stammende „Charly“ Mähn bei den Vereinen 1. FSV Mainz 05 und SC Freiburg in der 2. Bundesliga. Später schafften mit Sandro Schwarz (u. a. 1. FSV Mainz 05) und Abdelaziz Ahanfouf (u. a. 1. FSV Mainz 05, Arminia Bielefeld) weitere ehemalige Jugendspieler den Sprung in den Profibereich.
Jahrelang waren die Fußballer in den unteren Spielklassen unterwegs, erst im Spieljahr 1998/99 war die Mannschaft so gefestigt, dass sie mit großer Bravour unter Trainer Klaus Fiederer in die Bezirksliga Darmstadt West einzog. Bislang größter Erfolg war die Meisterschaft 2016/17 in der Verbandsliga, als man das Team der Spvgg. 03 Neu-Isenburg auf den zweiten Rang verwies und dadurch unter dem Trainergespann Artur Lemm/Carsten Hennig in die Hessenliga aufstieg.
Von 2017/18 bis 2022 wurde fünf Jahre in der Hessenliga gespielt, nach dem Abstieg in die Verbandsliga Hessen Süd folgte direkt der Durchmarsch nach unten, in die Gruppenliga Darmstadt zur Saison 2023/24.

### Erfolge der letzten Jahre
- Saison 2006/07: Meister der Bezirksliga Gr. West
- Saison 2010/11: Meister der Gruppenliga Darmstadt
- Saison 2013/14: Meister der Gruppenliga Darmstadt
- Saison 2016/17: Meister der Verbandsliga Hessen Süd

## Spielstätte
Viele Jahre trug der VfB Ginsheim seine Heimspiele in der Ortsmitte Ginsheims, unter der Adresse „Am Sportplatz“ aus. Seit 2015 hat der Verein auf dem „Sportfeld an der IGS Mainspitze“, Vorm Anthaupt 8, in 65462 Ginsheim-Gustavsburg (am nordwestlichen Ende des Stadtteils) eine neue Heimat gefunden. Das frühere Sportgelände wurde inzwischen zu einem Wohngebiet umgestaltet.

## Bekannte Spieler
- Sandro Schwarz (später  1. FSV Mainz 05, Rot-Weiss Essen, SV Wehen Wiesbaden)
- Karl-Helmut Mähn (später u. a.  1. FSV Mainz 05, SC Freiburg)
- Boris Kolb (früher u. a. SV Darmstadt 98,  SV Sandhausen, SV Wehen Wiesbaden)
- Abdelaziz Ahanfouf (später u. a. FSV Mainz 05, Arminia Bielefeld, Dynamo Dresden, MSV Duisburg)
- Uwe Hesse (früher u. a. SV Darmstadt 98 und SSV Jahn Regensburg)

## Trainer
- Horst Hülß (1970–1972), früher u. a. Spieler bei SC Viktoria Köln und 1. FSV Mainz 05